# Mount Elkins
Mount Elkins är ett berg i Antarktis. Det ligger i Östantarktis. Australien gör anspråk på området. Toppen på Mount Elkins är 2 300 meter över havet.
Terrängen runt Mount Elkins är platt åt nordväst, men åt sydost är den kuperad. Mount Elkins är den högsta punkten i trakten. Trakten är obefolkad. Det finns inga samhällen i närheten.